# Leon Cakoff
Leon Cakoff, pseudônimo de Leon Chadarevian (Alepo, 25 de junho de 1948 – São Paulo, 14 de outubro de 2011), foi um crítico de cinema, de origem armênia naturalizado brasileiro. Era casado com a cineasta Renata de Almeida, diretora da Mostra Internacional de Cinema de São Paulo desde a 13ª edição do evento, em 1989.

## Biografia
Se mudou para o Brasil com sua família quando tinha oito anos. Começou a atuar como crítico de cinema em 1969, aos 19 anos, escrevendo para os jornais Diário da Noite e Diário de São Paulo, dos Diários Associados. Adotou o pseudônimo de "Leon Cakoff" depois de ter um artigo de jornal censurado pelo próprio veículo, durante a regime militar. Cakoff foi também articulista da Folha de S.Paulo, entre 1996 e 2000, ano em que se tornou colaborador do jornal Valor Econômico. Desde agosto de 2011 era colunista da Folha.com.
Formou-se pela Escola de Sociologia e Política de São Paulo, em 1972.
A partir de 1974 dirigiu o Departamento de Cinema do Museu de Arte de São Paulo (Masp) fez as  programações cinematográficas do Museu de Arte de São Paulo (MASP). Em 1977 criou a Mostra Internacional de Cinema de São Paulo para comemorar os 30 anos do MASP. Desde então, a mostra vem sendo reeditada todos os anos -  desde 1984, independente do museu. Em 2010, a 34ª Mostra atingiu mais de meio milhão de espectadores. Desde a primeira edição, Leon travou uma luta ferrenha contra a censura imposta pelo regime militar, trazendo filmes até por meio de malas diplomáticas. Foi assim que a Mostra exibiu filmes inéditos vindos da China, Cuba, União Soviética e dos mais distantes países.  Frequentador do circuito dos grandes festivais mundiais, tornou-se amigo de cineastas como Quentin Tarantino e Dennis Hopper.
Em 2000, formou a distribuidora Mais Filmes, especializada em filmes de autor, junto com Adhemar Oliveira, Patrícia Durães e Renata de Almeida. Ainda com Adhemar, em 2001, tornou-se sócio do Unibanco Arteplex, primeiro cinema do Brasil a usar o conceito de multiplex para incluir filmes de arte da programação. Nos últimos anos, mantinha, com Renata de Almeida, a distribuidora Filmes da Mostra, que lança filmes em cinema e coleções em DVD.
Na televisão, em parceria com a Fundação Padre Anchieta, conduziu o projeto Mostra Internacional de Cinema na Cultura, trazendo diferentes convidados e projetando cenas do filme que seria exibido a seguir.
O último projeto de Leon Cakoff foi o longa Mundo Invisível, com episódios de cineastas como Wim Wenders e Atom Egoyan, que filmou a volta de Cakoff à Armênia, terra de seus pais.
Leon Cakoff faleceu no dia 14 de outubro de 2011, em decorrência de um melanoma. Em outubro de 2020, como forma de homenagem, a sala número 2 do Petra Belas Artes foi renomeada com seu nome.

## Vida pessoal
Leon teve dois filhos, Jonas de Almeida Chadarevian e Tiago de Almeida Chadarevian, além de Pedro Caldas Chadarevian e Laura Caldas Chadarevian, filhos do primeiro casamento, com Vera Lúcia Dias Caldas.

## Filmes
- O País dos Tenentes (1987) - participação interpretando Getúlio Vargas
- Volte Sempre, Abbas (1999) - curta-metragem com codireção de Renata de Almeida, um registro  da visita do cineasta iraniano Abbas Kiarostami à mostra.
- Bem-Vindo a São Paulo (2004) - organizou o longa-metragem que tem a participação de vários diretores - cada um deles apresentando a sua visão da cidade.
- Natureza-Morta (2004),  com Renata de Almeida.
- Esperando Abbas (2004)
- Mundo Invisível (2011) - produtor, roteirista e ator

## Livros
- Ainda Temos Tempo - quinze crônicas sobre o cinema e o próprio Leon.
- Gabriel Figueroa, o Mestre do Olhar (1995)
- Cinema Sem Fim: A História da Mostra - 30 Anos (2006)